# Плексип
Плексип в древногръцката митология е брат на Алтея, майката на Мелеагър. Взема участие в лова на Калидонския глиган. По решение на Мелеагър, племенника му, ловния трофей се полагал на Аталанта, защото тя нанесла първа смъртноносната рана. Това обаче станало повод за ожесточен спор между Плексип и Мелеагър. Мелеагър се разневил от обида нанесена по адрес на Аталанта и убил Плексип. Според друг мит Плексип бил убит от Мелеагър в хода на войната между жителите на Плеврон и Калидон. Трети мит разказва, че Плексип бил влюбен в племенника си Мелеагър и в изблик на ревност обидил Аталанта. За назидание Мелеагър го убил, като го набучил на острите и дълги зъби на Калидонския глиган